# Saint-Priest-en-Jarez
Saint-Priest-en-Jarez ist eine französische Gemeinde im Département Loire in der Region Auvergne-Rhône-Alpes. Sie gehört zum Arrondissement Saint-Étienne und zum Kanton Saint-Étienne-5. Die 6318 Einwohner (Stand: 1. Januar 2022) der Gemeinde bezeichnen sich als Mounards.

## Geographie
Saint-Priest-en-Jarez liegt etwa 40 Kilometer südwestlich von Lyon im Zentralmassiv. Der Fluss Furan bildet die nördliche und östliche Gemeindegrenze. Umgeben wird Saint-Priest-en-Jarez von den Nachbargemeinden L’Étrat im Norden und Nordwesten, La Tour-en-Jarez im Osten und Nordosten, Saint-Étienne im Süden sowie Villars im Westen und Südwesten.
Durch die Gemeinde führen die Autoroute A72 und die Route nationale 88.

## Geschichte
1167 wird das Château von Saint-Priest erstmals erwähnt.

## Bevölkerungsentwicklung
| Jahr                       | 1962 | 1968 | 1975 | 1982 | 1990 | 1999 | 2006 | 2017 |
| -------------------------- | ---- | ---- | ---- | ---- | ---- | ---- | ---- | ---- |
| Einwohner                  | 3485 | 3788 | 4628 | 4563 | 5673 | 5812 | 6022 | 6120 |
| Quellen: Cassini und INSEE |      |      |      |      |      |      |      |      |

## Gemeindepartnerschaft
Mit der madagassischen Inselgemeinde Sainte Marie besteht eine Partnerschaft.

## Sehenswürdigkeiten
Die Eisenbahnlinie zwischen Saint-Priest und Villars gehört zu den ältesten Frankreichs und ist seit 2001 als Monument historique eingetragen.
- Kirche Saint-Prix, erbaut 1849–1851
- das Museum für moderne Kunst (Musée d’art moderne de Saint-Étienne) steht in Saint-Priest-en-Jarez

## Persönlichkeiten
- Jean Dasté (1904–1994), Theaterregisseur und Schauspieler
- Pierre Gagnaire (* 1950), Koch, begann durch Übernahme des Restaurants vom Vater 1975 hier seine Karriere
- Élodie Clouvel (* 1989), Penthatletin
- Faouzi Ghoulam (* 1991), Fußballspieler
- Louis Mouton (* 2002), Fußballspieler
- Ilhan Fakılı (* 2006), französisch-türkischer Fußballspieler